# Рингубер, Лаврентий
Лаврентий Рингубер (нем. Laurentius Rinhuber; ок. 1640 — не ранее 1684) — немецкий дипломат, медик, переводчик; доктор медицины.

## Биография
Лаврентий Рингубер родился около 1640 года в местечке Лука в Саксонии. Его отец умер, когда он был совсем юным, и поскольку средства матери были весьма ограничены, то только благодаря стипендии он мог окончить свое образование, которое получил сначала в гимназии Альтенбурга, где провел семь лет, а потом — в Лейденском университете, где пробыл шесть лет. 
В 1667 году, по просьбе царя Алексея Михайловича, Саксонский герцог Эрнст рекомендовал ему на должность придворного врача доктора Лаврентия Алферьевича Блюментроста; последний взял с собой в Россию Лаврентия Рингубера, который тогда ещё не имел степени доктора медицины. По приезде в Москву Рингубер занимался медициной под руководством Блюментроста, давал уроки его детям и около года состоял учителем в каком-то училище; кроме того, есть полное основание предполагать, что он был на царской службе, так как, когда в конце 1672 года он должен был уехать из Москвы в качестве первого секретаря посольства Павла Гвриловича Менезия, то ему пришлось просить об отпуске боярина A. Матвеева и подыскать себе заместителя до своего возвращения. 
В 1672 году, по желанию царя Алексея Михайловича, пастору Немецкой слободы Иоганну Готфриду Грегори (приехавшему вместе с Блюментростом и Рингубером) было поручено написать пьесу для театра, — и Грегори вместе с Рингубером написал первую игравшуюся в России (17 октября 1672 года) пьесу «Агасфер и Эсфирь», обучением же исполнителей занялся почти исключительно Рингубер. 
В это время с ним познакомился находившийся на русской службе шотландец полковник Павел Менезий. Ум, образование, ловкость, способности и красноречие Рингубера произвели на него благоприятное впечатление, и в день премьеры пьесы «Агасфера и Эсфири» он предложил Рингуберу сопровождать его, в качестве секретаря посольства, во время предстоявшей ему поездки в Вену, Берлин, Дрезден, Венецию и Рим. Рингубер согласился, и в конце 1672 года они выехали из Москвы. Целью их посольства было, ввиду успехов турок в Польше, привлечь западные государства к союзу для совместной борьбы с врагами христианства. С этого времени и начинается особенно интересный период деятельности Рингубера. Всюду он производил настолько хорошее впечатление, что, во время пребывания его в Германии, Саксонский герцог Эрнст поручил своему дипломатическому агенту в Вене Пауку предложить ему составить подробное донесение о состоянии лютеранского прихода в Немецкой слободе в Москве и вообще о политических и церковных делах Московского государства. Рингубер исполнил поручение, а также сообщил ему, что собирается написать большое сочинение о России. Как сам Рингубер, так и его «донесение» очень понравились герцогу Эрнсту, и последний решил иметь его в качестве своего неофициального представителя при дворе Московского царя. Поэтому он поручил ему в 1674 году, передать царю Алексею Михайловичу, боярину Матвееву и старшинам лютеранского прихода в Немецкой слободе свои письма. 
В мае 1674 года Рингубер приехал в Москву и предложил Матвееву, для представления царю, как бы от имени герцога Эрнста, собрание таблиц и книг, содержавших разнообразные сведения о Саксонии и о тамошнем порядке управления в богословском, политическом и экономическом отношениях, а также целый ряд проектов преобразований для России, касавшихся внешней политики и внутренних реформ. Матвеев стал тнсно сотрудничать с Рингубером и, начиная с 30 мая, устраивал с ним совещания и докладывал царю о книгах и таблицах, привезенных Рингубером. Наконец, 7 июня Рингубер был принят царём Алексеем Михайловичем; аудиенция продолжалась несколько часов, так как царь был крайне заинтересован проектом Рингубера относительно союза России с Китаем и с Абиссинией. Рингубер доказывал, что, по его мнению, развитие торговых сношений с азиатскими народами, благодаря чрезвычайно удобному географическому положению России, принесёт ей гораздо более выгод, чем открытие новых рудников, на которые уже истрачены немалые суммы, но которые не дали еще ни копейки дохода. Все это приводило Рингубера к убеждению, что одной из ближайших задач русского Правительства должно было быть скорейшее заключение тесного торгового союза с Китаем. Второй задачей, по мнению Рингубера, было заключение наступательного союза против Турции с Абиссинией. Религия, нравы и обычаи, по его словам, у русских и абиссинцев имели много общего, что, конечно, в значительной мере могло содействовать прочности союза. Кроме того, для успешной борьбы с турками, он считал необходимым обучить русские войска по западному образцу. И царь Алексей Михайлович, и боярин Матвеев очень заинтересовались планами Рингубера, поручили ему составить обо всем этом записку и потом ещё несколько раз встречались с ним. 
Так как Рингубер считался, хотя и не официально, агентом Саксонского герцога, то Русское Правительство решило отправить ко двору его государя чрезвычайного дипломатического агента, для дальнейшего обсуждения поднятых Рингубером вопросов. Летом 1674 года чрезвычайное посольство выехало из Москвы. Во главе его находился Семён Михайлович Протопопов, а в качестве секретаря посольства ехал Рингубер. Однако, несмотря на все старания последнего, посольство Протопопова было почти безуспешно, так как Саксонский герцог Эрнст в то время был тяжело болен, а заведовавший всеми делами Герцогства сын его Фридрих не симпатизировал планам Рингубера. 
В сентябре 1675 года Рингубер вернулся в Москву в свите Венского посла Ботония и вступил в Русскую службу «дохтуром Аптекарского Приказа», с жалованьем по 160 рублей и с кормом на 50 рублей в месяц, причём ему были пожалованы за выезд подарки: серебряный ковш в 2 гривенки, материи и др. Хотя в одном из своих писем Рингубер и говорит, что занимал должность «Царского придворного медика», но у В. Рихтера, во II части его «Истории Медицины в России», находим, что ему приходилось довольствоваться более низкой должностью. Между тем, занимаясь врачебной практикой в Москве и уже не будучи дипломатическим агентом Саксонии, он все-таки продолжал мечтать о путешествиях и об участии в политических делах. Смерть царя Алексея Михайловича и ссылка боярина Матвеева поставили его в трудное положение; он решил оставить Россию, но в то тяжелое для иностранцев время это было не легко сделать. Только 5 марта 1678 года удалось ему выбраться из Москвы вместе с опальным английским послом Иваном Гебдоном, причём ему не было даже выдано заслуженного жалования более, чем за пол года. 
Побыв недолго в Англии, Рингубер в конце марта 1679 года прибыл в Рим и здесь представил Папе римскому Иннокентию XI две записки (1679 и 10 апреля 1680) о соединении церквей; затем он сам перешел в католичество и начал деятельно хлопотать об учреждении постоянных сношений с Московским государством, причем предлагал себя в качестве дипломатического агента, его затея едва не увенчались успехом, но какое-то обстоятельство помешало. 
В 1681 году он уже был в Париже и подал записку французскому королю о выгодах сношений с Россией, добиваясь для себя назначения агентом; но и здесь он потерпел неудачу и только во время пребывания Русского посла Петра Ивановича Потемкина во французской столице, оказал обоим государям услугу, приняв участие в переговорах последнего с министром иностранных дел Кольбером де Круасси, в качестве переводчика и комиссара французского правительства. 
В 1682 году он отправился в Саксонию и начал проситься у герцога в Россию и Персию в качестве дипломатического агента. Путешествие его состоялось только в 1684 году — и то лишь в Москву, в Персию же за недостатком средств он не смог поехать. В Москве Рингубер имел аудиенцию у царей и несколько раз был у князя В. В. Голицына, которого заинтересовал своими проектами сближения с Персией, Китаем и Абиссинией. Князь Голицын предлагал даже ему поступить снова в русскую службу, но он отказался и 8 сентября того же года уехал в Германию, для доклада герцогу Саксонскому и Бранденбургскому курфюрсту о результатах своей поездки; при этом, за какие-то ошибки в титуле Московских государей (в письме Саксонского герцога), найденные Спафарием, он едва не попал в Сибирь и лишь благодаря заступничеству князя В. В. Голицына ему удалось избавиться от грозившей беды. 
О дальнейшей деятельности Л. Рингубера сведения крайне скудны; впрочем, с уверенностью можно сказать, что он более уже не приезжал в Россию. 
Записки Рингубера изданы в Берлине в 1883 году («Relation du voyage en Russie fait en 1684 par Laurent Rinhuber», 276 стр.); они дают много интересного материала о жизни московских государственных людей.